# Mierendief
De mierendief (Callilepis nocturna) is een spinnensoort behorend tot de bodemjachtspinnen (Gnaphosidae).
Het vrouwtje wordt 3,5 tot 6 mm groot, het mannetje wordt 3 tot 4,5 mm. Het kopborststuk is goudbruin gekleurd. Het achterlijf heeft aan het begin een grote zwarte band, daarboven een grote gele. Daarachter zitten vier duidelijke vlekken. De poten zijn aan de basis zwart met oranje, de rest van de poot heeft dezelfde kleur als het lichaam. De spin leeft op zonnige plekken en muren. De mierendief is, zoals de naam al aangeeft, gespecialiseerd in het vangen van mieren. De spin komt voor in het westen van het Palearctisch gebied.